# Cyamops sabroskyi
Cyamops sabroskyi är en tvåvingeart som beskrevs av Baptista och Wayne N. Mathis 1996. Cyamops sabroskyi ingår i släktet Cyamops och familjen savflugor. Inga underarter finns listade i Catalogue of Life.